# Purson
Purson – w tradycji okultystycznej demon, upadły anioł, król piekła. Znany również pod imionami Kurson i Pursan. Rozporządza 22 legionami duchów. W Sztuce Goecji jest dwudziestym, a w Pseudomonarchii Daemonum jedenastym duchem. Przed upadkiem przynależał do Chóru Cnót i Tronów. Według Praktyki Tajemnej Wiedzy Magicznej jest trzecim generalnym adiunktem cesarza.

## Wdemonologii
By go przywołać i podporządkować potrzebna jest jego pieczęć, która według Sztuki Goecji powinna być zrobiona ze złota.
Pomaga znaleźć rzeczy ukryte, w tym i skarby. Nie jest dla niego zagadką wiedza przeszłości, teraźniejszości i przyszłości. Udziela odpowiedzi na pytania dotyczące wszystkich spraw ziemskich jak i również dotyczących boskości oraz stworzenia świata.
Ukazuje się pod postacią człowieka w kostiumie z danej epoki, z lwią twarzą, który trzyma żmiję lub zaskrońca, czasami dosiada niedźwiedzia. Może przyjmować postać ludzką albo eteryczną. Zawsze poprzedza go głos trąbek. Towarzyszą mu dobre duchy opiekuńcze, których jest ojcem i które przynależą do Chóru Cnót lub Chóru Tronów.

## Wkulturze masowej
- Pojawia się jako „Łowca Dusz” w filmie Dzieje mistrza Twardowskiego, gra go Jerzy Bończak.